# Alfons Van de Perre
Josephus Alphonsus Vandeperre (Geel, 13 juli 1872 – Wijnegem, 4 augustus 1925) was een Belgisch politicus voor de Katholieke partij en medeoprichter van De Standaard N.V..

## Levensloop
Hij volgde middelbaar onderwijs aan het college van Geel. Na zijn studies in de Geneeskunde aan de Katholieke Universiteit Leuven vestigde hij zich in 1897 als arts in Geel en later in Antwerpen.
In Geel had Alfons Van de Perre sympathieën voor de christendemocratische kringen, wat hem door de conservatieve burgerij kwalijk genomen werd. Het werd duidelijk dat hij daardoor in de plaatselijke Katholieke Partij geen kans zou krijgen en in 1900 verhuisde hij naar Borgerhout. In Antwerpen zette hij zich als arts in voor volksopvoeding op medisch vlak.
Dr. Van de Perre werd ook actief in de Vlaamse Beweging. Afkomstig uit een financieel bemiddelde familie, en in 1906 gehuwd met de tevens erg bemiddelde Julia Bollens zou hij regelmatig optreden als mecenas van verschillende Vlaamse initiatieven. Ook werd hij een invloedrijk bestuurslid van de Nederduitsche Bond en werd hij in januari 1919 bestuurslid van het Algemeen Vlaamsch Verbond.
Van november 1912 tot oktober 1919 zetelde hij als verkozene voor de Katholieke Partij in de Kamer van volksvertegenwoordigers voor het arrondissement Antwerpen. Bij de verkiezingen van 1919 werd hij herkozen, maar trok hij zich wegens zijn verzwakte gezondheidstoestand terug.
In 1914 vluchtte hij met zijn gezin naar Londen. Hij werd daar door de Britse en Belgische regering aangezocht om deel uit te maken van een politieke missie in Zuid-Afrika. Tijdens deze reis van 5 december 1914 tot 23 maart 1915 liep hij verschillende ziektes op die zijn gezondheidstoestand voor de rest van zijn leven zwaar ondermijnden. Tijdens de oorlog in België trok hij zich het lot van de Vlaamse soldaten aan het front erg aan en bemiddelde hiervoor grotendeels tevergeefs bij de Belgische overheid.
Hij stond mee aan de wieg van het tijdschrift Ons Volk Ontwaakt. Op zaterdag 2 mei 1914 richtte hij met Frans Van Cauwelaert en Arnold Hendrix in Antwerpen De Standaard N.V. op, de latere uitgever van het dagblad De Standaard. Hij nam in 1914 zelf meer dan 10% van de aandelen van de uitgeverij, was daarmee de belangrijkste aandeelhouder en investeerde hiervoor 25.750 frank. Bij een kapitaalverhoging in 1919 investeerde hij nog eens 362.000 frank en verhoogde hij zo zijn aandeel tot circa een derde van het totaal. Bij De Standaard N.V. was het vooral Frans Van Cauwelaert die de redactionele kant opvolgde en stond Van de Perre zelf eerder voor de zakelijke kant in. Niettegenstaande deze taakverdeling zou Van de Perre regelmatig hoofdartikels leveren voor de jonge krant. Van bij de aanvang tot zijn laatste artikel van 2 maart 1924 leverde hij 210 bijdragen.
In 1920 werd Dr. Van de Perre ook een van de hoofdaandeelhouders van de nieuwe verzekeringsmaatschappij Mercator.

## Persoonlijk
Van de Perres zoon Hugo Van de Perre was getrouwd met Selma Velleman.

## Trivia
In de stad Geel is een straat naar Alfons vernoemd, de Dr.-Van de Perrestraat. De straat loopt in het verlengde van de Stationsstraat in noordelijke richting tot aan het kanaal in Ten Aard.